# 路易斯·德·贝尔尼埃

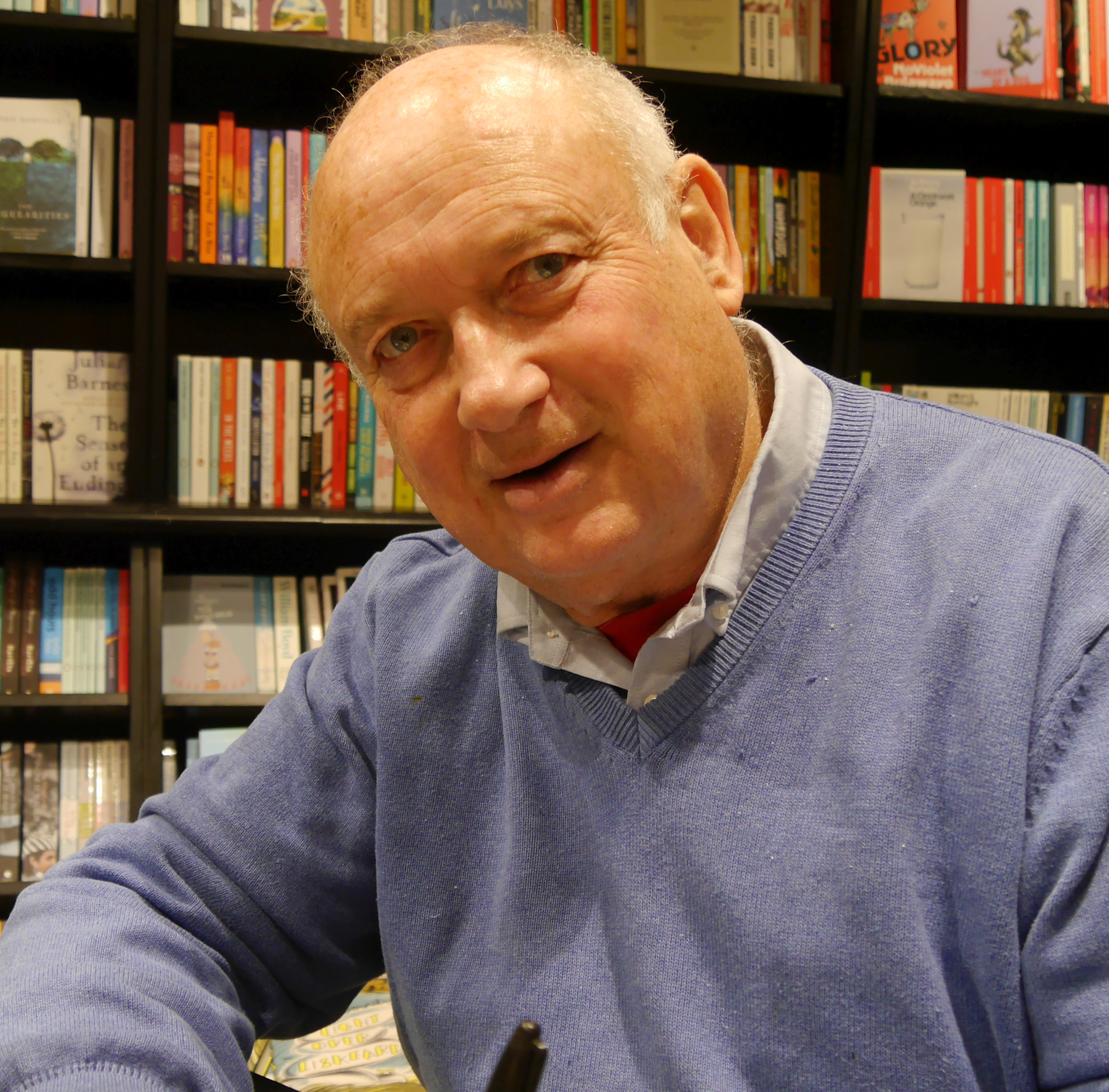
路易斯·德·贝尔尼埃

路易斯·德·贝尔尼埃（Louis de Bernières，1954年12月8日－）是一位英国小说家。他的祖先是法国胡格諾派教徒。 
除了寫小說，贝尔尼埃還喜歡音樂。他会吹长笛、单簧管、彈曼陀林、吉他。他在他的作品中经常提到他所欣赏的音乐和作曲家，例如海托爾·維拉-羅伯斯、安东尼奥·维瓦尔第和约翰·尼波默克·胡梅尔以及他們的作品。 
他自認為自己是歐洲懷疑主義者，而且支持英國脫歐。 